# Старое и новое
«Ста́рое и Но́вое» или «Генера́льная ли́ния» — немой художественный фильм, снятый Сергеем Эйзенштейном в 1929 году.
«Генеральную линию» начали снимать в 1927 году как знак начавшейся в  в СССР коллективизации. Эйзенштейн приостановил съёмку фильма, чтобы успеть снять свой фильм «Октябрь» к 10-летнему юбилею Октябрьской революции. Позже режиссёр вернулся к этой картине.

## История создания
Агитационный фильм-эпопея. В сентябре 1926 года Сергей Эйзенштейн заключил договор с «Совкино» на написание сценария для фильма о социалистическом переустройстве деревни и о проведении съёмок с 1 октября 1926 года до 1 февраля 1927 года. В ноябре Эйзенштейн выехал в Баку на первые съемки, которые начались в Муганских степях, продолжились в Ростове-на-Дону и в декабре — на Северном Кавказе. Сценарий, однако, ещё не был готов. Постановка была приостановлена на полтора года, и только после выпуска «Октября» Эйзенштейн вновь вернулся к «Генеральной линии».

### Цензура
Законченный в начале 1929 года фильм, документально показавший ужасающую нищету и отсталость деревни, был подвергнут цензурным переделкам и по личному указанию Сталина назван «Старое и новое», а уже в 1930-м снят с экрана как «идеологически ошибочный».
После выхода фильм был раскритикован в фельетоне И.Ильфа и Е.Петрова «1001-я деревня» // Чудак, № 41, 1929.

## Сюжет
Безлошадная крестьянка Марфа Лапкина вместе с участковым агрономом и бедняками организовывает в деревне молочную артель. Однако коллективизации активно сопротивляются местные кулаки. Не все бедняки понимают смысл товарищества и объединения нищих. На помощь деревне приходят рабочие-шефы, которые помогают артели получить первый трактор. В финале картины десятки тракторов пашут артельную землю, за рулем одного из них — Марфа Лапкина.

## Монтаж
Эйзенштейн рассматривает монтаж как основание художественного кино, в данном фильме он использует инновационные методы монтажа. Режиссер, отмечая особую физиологичность воздействия фильма, утверждает, что "Старое и новое" является первой картиной, смонтированной по принципу зрительного обертона. Противопоставляя свою работу ортодоксальному монтажу по частным доминантам, Эйзенштейн утверждает, что в "Генеральной линии" ключевым является прием создания "зрительного обертонного комплекса куска". Это означает, что фильм монтируется по принципу "демократического" равноправия всех раздражителей, рассматриваемых как комплекс. За доминанту в таком случае берется сумма раздражений всех раздражителей, а за общий признак куска принимается его физиологическое суммарное ощущение. Именно ощущение, по Эйзенштейну, является новой однородной формулой восприятия кино. В качестве примера можно привести монтаж "крестного хода", где доминантой является "степень насыщенности жаром"
Рассматривая данную работу в свете концепции вертикального монтажа, Эйзенштейн утверждает, что в "Генеральной линии" используется прием "полифонного монтажа". То есть такого монтажа, в котором через серию кусков идет одновременное движение целого ряда линий, из которых каждая имеет свой собственный композиционный ход, при этом все движения остаются неотрывными от общего композиционного хода целого. Например, в сцене «крестного хода» соединяются линии нарастания жары, пластической интенсивности крупных кадров, религиозного чувства, партии мужских и женских голосов, нарастание темпа движения актёров и партия общего "пресмыкания". При этом общее движение монтажа идет непрерывно, соединяя в общем нарастании все эти разнообразные темы, а каждый монтажный кусок учитывает, помимо общего движения, также и развитие движения внутри каждой темы в отдельности.
Отдельное внимание Эйзенштейн уделяет сцене с молочным сепаратором, показывая, каким образом приемы монтажа позволяют создать волнующую и захватывающую сцену и вызвать экстатический эффект. Сцена строится по формуле взрыва, который вслед нарастанию напряжения разрывается системой последовательных взрывов. Появлению первой капли «сгустевшего» молока предшествует игра напряжений, проходящих по серии крупных планов, начиная с групповых и заканчивая одиночными. Эти серии лиц прорезаются кадрами героев, в ускоряющемся темпе раскручивающих ручку сепаратора. Движение подхватывается планами вращающихся дисков и выводных труб сепаратора. Передавая сюжетную игру сомнения, кадры нарастающей надежды постепенно светлеют, а кадры подозрения темнеют. С нарастанием темпа куски монтажно укорачиваются. Затем уже струя и брызги монтажно пронизывают поток восторженных крупных планов, переходя к образам фонтана и фейерверка. Динамичные куски движения струй сменяются ритмичной последовательностью статических кусков с цифрами. Посредством такой монтажной дроби коротких кадров достигается максимум динамики